# Voschod (Oblast' di Mosca)
Voschod (in russo Восход?; anche traslitterata come Voshod) è una cittadina della Russia europea centrale, situata nell'oblast' di Mosca; dal punto di vista amministrativo, costituisce una città chiusa posta sotto il controllo del governo federale.
Sorge nella parte centro-occidentale della oblast', non lontano dal percorso dell'importante autostrada A108 (grande anello di Mosca).
La cittadina venne fondata nel 1961 come centro per radiocomunicazioni militari. In passato, era nota con il nome di Novopetrovsk-2.